# Бранимир

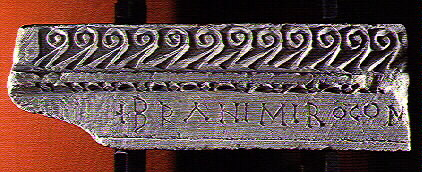
Напис, що містить ім'я Бранимира (бл. 880 р.)

Браними́р (хорв. Branimir, помер у 892 році) — князь Хорватії в 879—892 роках. Перший правитель незалежної Хорватської держави, вільної від контролю франків та Візантії. Отримав від папи Івана VIII титул Dux Chroatorum (князь хорватів).
На думку ряду істориків Бранимир не належав до дому Трпимировичів, до якого відносилася більшість хорватських князів, а був одним із нащадків князя Домагоя. Згідно з деякими джерелами, ім'я дружини Бранимира — Маруша або Марія.
Бранимир був зведений на трон прихильниками союзу Хорватії з папою римським і супротивниками Візантії. У 879 році попередник Бранимира князь Здеслав був убитий неподалік Книна прихильниками Бранимира. У тому ж році законність вступу Бранимира на хорватський княжий трон була підтверджена Святим Престолом, папа Іоанн VIII надіслав благословення Бранимиру і дарував йому титул Dux Chroatorum. Фактично це означало визнання незалежності хорватської держави. Резиденція Бранимира розташовувалася в місті Нін.
Зовнішня політика Бранимира була спрямована на зміцнення могутності Хорватії та дистанціювання від Візантії. Коли помер архієпископ Спліта, поставлений на цей пост константинопольським Патріархом, Бранимир одноосібним рішенням призначив новим архієпископом єпископа Ніна, який визнавав примат Папи Римського. Тісні відносини з Римом не заважали Бранимиру періодично діяти в церковних питаннях усупереч волі Риму. Оскільки в Хорватії, як і в інших слов'янських країнах, у цей проміжок часу в результаті діяльності Кирила і Мефодія набуло поширення богослужіння слов'янською мовою, Бранимир затвердив паралельне використання латини та слов'янської у літургії, що викликало незадоволення папи Стефана V. У період правління Бранимира венеційські кораблі змушені були платити данину за прохід уздовж хорватського узбережжя.
Бранимир помер у 892 році. Його престол успадковував третій син князя Трпимира I Мунцимир. До нашого часу збереглися кілька написів, що містять ім'я Бранимира, головним чином на вівтарях давніх церков. У сучасній Хорватії існує Орден князя Бранимира (Red kneza Branimira) — одна з найвищих державних нагород.